# Alfredo Di Stéfano
Alfredo Di Stéfano Laulhé ([alˈfɾeðo ði esˈtefano]; Barracas, 4 luglio 1926 – Madrid, 7 luglio 2014) è stato un calciatore e allenatore di calcio argentino naturalizzato spagnolo, di ruolo attaccante.
Soprannominato Saeta Rubia (Freccia Bionda) o Don Alfredo, è unanimemente ritenuto tra i più grandi calciatori di tutti i tempi. Occupa la 6ª posizione nella speciale classifica dei migliori calciatori del XX secolo pubblicata dalla rivista World Soccer e la 4ª posizione nell'omonima lista stilata dall'IFFHS, qui dietro solamente a Pelè, Cruijff e Beckenbauer. Nel novembre del 2003 venne insignito del titolo onorifico di Golden Player della Spagna come miglior giocatore spagnolo del precedente mezzo secolo (1954-2003). Nel marzo del 2004, Pelé lo ha anche inserito nella FIFA 100, la lista dei 125 migliori calciatori viventi, redatta in occasione del Centenario della FIFA.
Meglio noto per i suoi successi con il Real Madrid, squadra di cui è considerato una bandiera, con 308 reti è stato per molti anni il miglior marcatore della storia fino all'arrivo di Raúl. Con il club ha inoltre largamente dominato in Liga e Coppa Campioni, vincendone cinque edizioni consecutive (assieme a Francisco Gento e José María Zárraga) e andando a segno in tutte le finali, unico a riuscirci. Ha giocato con le nazionali di Argentina e Spagna, vincendo il Sudamericano 1947 e venendo convocato ai Mondiali del 1962 con gli iberici, senza giocare a causa di un infortunio.
Due volte Pallone d'oro (1957 e 1959) nonché unico calciatore a vincere il "Super Pallone d'oro" nel 1989, rientra nel novero dei giocatori capaci di laurearsi capocannonieri in tre differenti paesi. Ha perso il primato di miglior marcatore nella storia del Clásico per opera di Lionel Messi, ma con 18 realizzazioni rimane il madridista ad aver segnato più gol ai rivali blaugrana assieme a Cristiano Ronaldo. È sesto nella classifica dei migliori marcatori del campionato spagnolo, con 216 reti in 282 partite tra il 1953 e il 1964. Da allenatore, ha guidato il Valencia alla vittoria in campionato (1971) e in Coppa delle Coppe (1980) ed è stato l'unico campione argentino ad aver allenato sia il River Plate sia il Boca Juniors, vincendo con entrambe le formazioni.

## Biografia
Figlio di Eulalia Laulhé Gilmont, argentina di origini francesi (Béarn) e irlandesi, e di Alfredo Di Stefano, italo-argentino nato a Capri ma di origini lombardo-sicule e a sua volta figlio del siciliano Michele Di Stefano, di Nicolosi (Catania), Alfredo nasce a Barracas, uno dei barrios di Buenos Aires, da una famiglia borghese.
Aveva un fratello, Tulio, e una sorella, Norma, che giocava a pallacanestro.
Alfredo Di Stéfano sposa Sara Frietes Varela nel 1950. La coppia ha sei figli: Nanette, Silvana, Alfredo, Elena, Ignacio e Sofia. Dopo aver concluso la carriera sportiva, continua a vivere in Spagna, vicino allo stadio Santiago Bernabéu, facendosi mettere nel giardino di casa una statua raffigurante un pallone con inciso la scritta Gracias vieja. Il 24 dicembre 2005 è colto da infarto, riuscendo a sopravvivere nelle cliniche di Sagunto e Valencia.
Nel corso della sua vita ha preso parte a diverse pellicole, tra cui anche l'autobiografica Saeta rubia (1956), dove interpreta sé stesso. Ha scritto un'autobiografia, Gracias vieja, pubblicata nel 2000.
È morto il 7 luglio 2014, pochi giorni dopo il suo ottantottesimo compleanno, all'ospedale "Gregorio Marañón" di Madrid dopo essere stato colpito da un infarto due giorni prima mentre passeggiava nei pressi dello Stadio Bernabéu. Di Stéfano soffriva di problemi di cuore dal 2005, quando a Valencia aveva subito un primo infarto col conseguente impianto di quattro bypass.

## Caratteristiche tecniche
Fuoriclasse di immenso talento, tra i più geniali nella storia del calcio, schierato a inizio carriera come esterno offensivo destro, nel corso della carriera cresce e s'impone come centravanti. Attaccante potente, veloce, dinamico, longevo, dotato di grande personalità, Di Stéfano era un giocatore universale, tatticamente completo, capace di giocare in ogni zona del campo, quando necessario anche da incontrista o da terzino, mutando il calcio del Real Madrid e di conseguenza quello spagnolo, oltre a ispirare il «calcio totale».
Giocatore di fantasia in possesso di un vasto ed eccelso bagaglio atletico e tecnico che includeva visione di gioco, giocate essenziali, passaggi corti e rapidi in grado di culminare più volte in assist vincenti per i compagni e finalizzazione.

## Carriera

### Giocatore

#### Gli inizi
Il padre, ex difensore del River Plate ritiratosi nel 1912 causa infortunio al ginocchio, lo avvicina al calcio: Di Stéfano cresce giocando a calcio in strada, negli oratori e nelle squadre di quartiere come l'omonima di Barracas, nominata "Unidos y Venceremos", e la Imán del quartiere Flores. Nel 1940 la famiglia si trasferisce in campagna: Di Stéfano lavora con il padre e gioca a calcio con il fratello Tulio nel Club Social y Deportivo Unió Progresista fino al 1943, quando, la famiglia torna a Buenos Aires. Nel 1944 i genitori scrivono una lettera di raccomandazioni al River Plate e la società manda un telegramma di risposta per disputare un provino con la squadra giovanile: a 15 anni supera il provino ed entra nella rosa della seconda squadra del River Plate, squadra per la quale tifa, per approdare l'anno successivo in prima squadra dove affianca i calciatori de la Máquina, nomi straordinari che fanno grande il River degli anni 40. Di Stéfano, il cui idolo è Arsenio Erico, centravanti dell'Independiente, apprende le qualità di ognuno di loro tra cui Carlos Peucelle, suo mentore che gli insegna a giocare il pallone rasoterra e di prima intenzione e Adolfo Pedernera, che lo elegge suo erede. Esordisce in prima squadra nel 1945, a 19 anni; il 15 luglio di quell'anno debutta contro l'Huracán in una sfida valida per la dodicesima giornata del campionato argentino, persa 2-1. Nonostante il risultato, nell'unica partita disputata in stagione da Di Stéfano, il River Plate si laurea campione.

#### Huracán

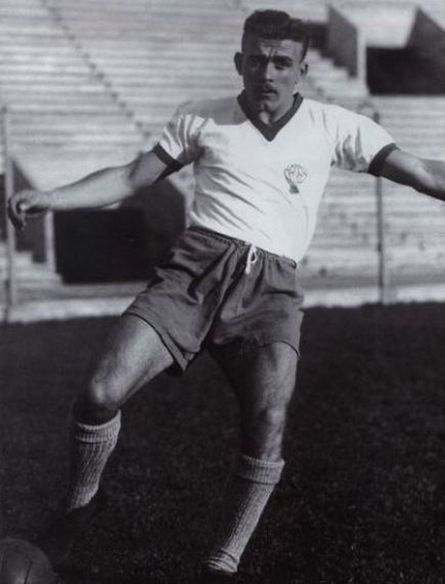
Di Stéfano all'Huracán nel 1946

Durante l'unica partita disputata nella stagione precedente, lo nota il presidente dell'Huracán che lo chiede in prestito al River Plate: ai Millonarios non trova più spazio e il club lo vuole mandare in prestito per una stagione a una formazione di prima divisione. Di Stéfano passa in prestito per un anno all'Huracán, e qui è allenato dall'ex attaccante argentino Guillermo Stábile, che in quel periodo è anche l'allenatore della nazionale argentina. I primi due gol della sua carriera sono messi a segno nel match vinto per 3-1 contro l'Estudiantes (LP). Il giocatore si ripete anche contro la sua ex squadra, mettendo a segno il gol più veloce della storia del campionato argentino, dopo una decina di secondi di gioco. Realizza anche una rete di pugno contro il Ferro Carril Oeste, precedendo la più celebre «mano de Dios». Viste le ottime prestazioni e le 10 reti in 25 presenze, l'Huracan lo vuole riscattare al termine della stagione, ma non possiede i novanta mila pesos necessari per il cartellino.

#### River Plate
Ritornato al River Plate, Di Stéfano entra nella Máquina prendendo il ruolo del partente Pedernera, destinato all'Atlanta: è impiegato con maggiore regolarità e contribuisce in maniera notevole alla vittoria nel campionato argentino, di cui diventa capocannoniere con 27 reti. Peucelle lo schiera nel ruolo di esterno offensivo, posizione in cui Di Stéfano fatica a giocare; nella sfida contro l'Atlanta di Pedernera, Peucelle decide di metterlo come centravanti e il River vince 6-1. Di Stéfano s'impone come centravanti del River e i suoi compagni si adattano al suo gioco. In questo periodo ottiene il soprannome la Saeta Rubia, coniato dal giornalista Roberto Neuberger.

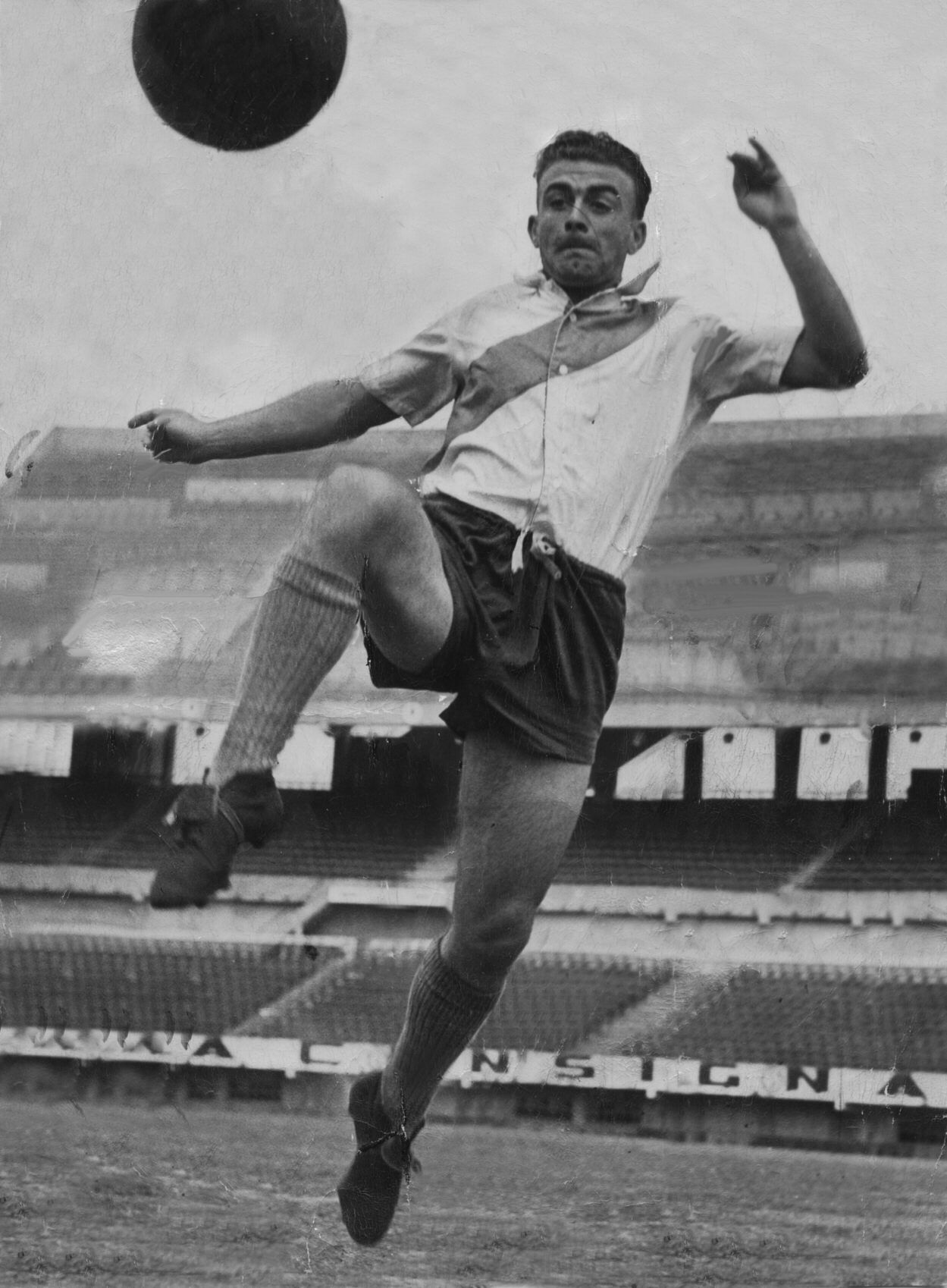
Di Stéfano al River Plate negli anni 40

Nel 1947 lascia la squadra a causa della leva obbligatoria e l'anno seguente, grazie alla vittoria in campionato, gioca a Santiago del Cile la Coppa dei Campioni del Sudamerica, nella quale il River Plate arriva secondo alle spalle del Vasco da Gama: segna 4 gol in 6 partite. Nel corso del campionato argentino del 1948, la federcalcio sospende il torneo a causa delle proteste dei calciatori che scioperano per chiedere di diventare professionisti, guidati da Pedernera e Di Stéfano: la protesta si conclude nel 1949 con la partenza dei migliori calciatori argentini verso altri campionati, in particolare verso quello colombiano, più lucrativo. Il 31 luglio 1949 gioca nel ruolo di portiere, rimpiazzando il titolare Amadeo Carrizo per una ventina di minuti e tenendo la rete inviolata in un derby vinto contro il Boca Juniors.

##### Millonarios
Dopo la tragedia di Superga, si gioca un'amichevole tra River Plate e Torino: Di Stéfano è promesso ai Granata, tuttavia il calciatore argentino, contattato da Pedernera, si è accordato coi colombiani del Millonarios, squadra per la quale firma nel 1949. Il 9 agosto 1949, parte per la Colombia di nascosto assieme al compagno di squadra Néstor Rossi, e il presidente del River Plate non riceve alcun compenso per il trasferimento dei giocatori perché non essendo sotto l'egida della FIFA, i Millonarios possono permettersi di non pagare la tassa di trasferimento. Ottenendo uno stipendio nettamente superiore rispetto a quello percepito al River Plate, l'argentino firma il periodo chiamato El Dorado, vincendo immediatamente il campionato nazionale 1950 (ripetendosi nel 1951 e nel 1953). Favorito dall'altitudine dei campi di gioco e da una condizione tecnica e atletica nettamente superiore a quella di avversari e compagni di squadra, tra cui anche il fuoriclasse ex River Pedernera, Di Stéfano domina gli incontri, divenendo capocannoniere con 31 e 20 reti nelle annate in cui vince il campionato colombiano. Nel 1953 si trasferisce in Spagna dopo aver realizzato, considerando anche le partite non ufficiali, 267 reti in 292 incontri (le statistiche variano a seconda delle fonti), che lo elevano a miglior realizzatore della squadra, una delle migliori nella storia della Colombia: spesso dopo il quinto gol iniziavano a "toreare" gli avversari.

#### Real Madrid

##### Il trasferimento controverso

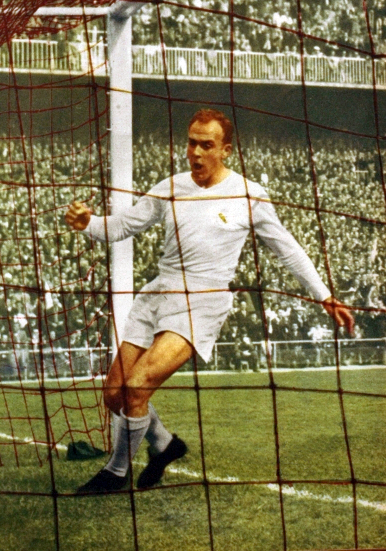
Di Stéfano in azione al Real Madrid nel 1959

Nel 1952 il Real Madrid organizza un torneo amichevole nella capitale spagnola, il River Plate è invitato ma declina e consiglia la sostituzione con i Millonarios: i colombiani partecipano al torneo e lo vincono, superando i Blancos per 4-2 con una doppietta della Saeta Rubia alla presenza del presidente Santiago Bernabéu, arrivato per osservare Pedernera: Bernabéu chiede Di Stéfano al Millonarios, squadra che gioca in un campionato che però non è affiliato alla FIFA, contemporaneamente il Barcellona ha acquistato Di Stéfano per l'equivalente di 150 milioni di lire italiane (secondo altre fonti 200.000 dollari) dal River Plate, ultima squadra ad averne detenuto il cartellino sotto l'egida della FIFA. Nasce un testa a testa tra le due rivali spagnole per il suo acquisto. Nel Natale del 1952, Di Stéfano fugge dalla Colombia e torna a Buenos Aires. L'ultima competizione che gioca è la Pequeña Copa del Mundo. Successivamente, nel 1953, la federcalcio colombiana decide di affiliarsi alla FIFA: molti trasferimenti diventano irregolari, tra cui quello di Di Stéfano dal River ai Millonarios. L'argentino si ritrova improvvisamente senza squadra ed è costretto a vendere la casa di Bogotà.
La FIFA si esprime favorevolmente nei confronti del Barcellona, accettando il trasferimento del calciatore ai blaugrana, tuttavia la federcalcio spagnola blocca il trasferimento. La FIFA nomina come mediatore Armando Muñoz Calero, anziano presidente della federcalcio spagnola legato a Francisco Franco: Calero decide di far giocare al Real Madrid le stagioni 1953-1954 e 1955-1956 e al Barcellona le annate 1954-1955 e 1956-1957. L'accordo è approvato dalla federcalcio e dai rispettivi club. Nonostante i catalani si siano schierati favorevolmente, la decisione crea diversi malumori tra i soci dei blaugrana e il presidente è costretto alle dimissioni nel settembre 1953. Poco dopo, il Barcellona cede i suoi diritti sul calciatore al Real Madrid e Di Stéfano si trasferisce ai Blancos firmando un quadriennale. Il Real paga 5,5 milioni di pesetas spagnole per il trasferimento, più 1,3 milioni di bonus per l'acquisto, una quota annuale da versare ai Millonarios, 16.000 di stipendio all'argentino con bonus raddoppiato rispetto ai suoi compagni di squadra, per un totale del 40% delle entrate annuali della società madrilena. Questo fatto contribuisce ad alimentare notevolmente la rivalità con il club catalano. Prima dell'arrivo di Di Stéfano, il club della capitale spagnola non era né il più grande club del Paese, né il più grande della città: il Real Madrid non aveva una grande tradizione calcistica, infatti aveva vinto solo due campionati, mentre il Barcellona e l'Atlético Madrid erano rispettivamente a sei e a quattro.

##### Le cinque Coppe Campioni
Arriva al Real Madrid il 22 settembre 1953 e dopo sette mesi di inattività, debutta con la maglia bianca nell'ottobre 1953 in un clásico col Barcellona, vinto 5-0 con una tripletta di Di Stéfano. Nei suoi primi mesi a Madrid, il campione argentino si adatta al calcio europeo e impone il proprio stile di gioco, votato alla velocità e con la palla a terra. Alla prima stagione con il Real Madrid, Di Stéfano diviene il capocannoniere della Liga con 27 reti in 28 presenze, contribuendo in maniera notevole alla vittoria finale: i Blancos tornano a vincere il campionato spagnolo dopo due decenni. L'anno successivo, il Real Madrid acquista Héctor Rial, voluto da Di Stéfano, per l'attacco delle Merengues: il club vince un altro campionato e la Coppa Latina, primo trofeo internazionale della sua storia, battendo lo Stade Reims in finale 2-0 e Di Stéfano realizza 25 marcature finendo dietro al solo Juan Arza (28) tra i marcatori del campionato spagnolo. Il secondo titolo spagnolo consecutivo permise al Real Madrid di essere il primo rappresentante della Spagna nella Coppa dei Campioni, alla sua prima edizione nella stagione 1955-1956. Di Stéfano debutta in Coppa Campioni contro il Servette, partita vinta 2-0 in trasferta. In campionato è nuovamente il miglior marcatore (24 centri), nonostante ciò l'Athletic Bilbao vince il torneo davanti a Barça e Real. In Coppa Campioni la squadra si fa strada eliminando gli svizzeri e il Partizan, dopo una partita di ritorno sofferta e persa 3-0 passata alla storia come «el partido de la nieve»: forte del 4-0 ottenuto a Madrid, il Real si presenta a Belgrado e, nonostante la tempesta di neve che aveva investito la città nei giorni precedenti, il presidente Bernabéu decide di far giocare ugualmente i suoi. A differenza degli spagnoli, i giocatori del Partizan non soffrono il terreno ai limiti della praticabilità, vanno subito in vantaggio e dominano la partita. È assegnato un rigore al Real Madrid, ma Rial scivola al momento di calciare e manda la sfera sul fondo. Nel finale dell'incontro, Di Stéfano aiuta la squadra in difesa e il Real si qualifica nonostante la netta sconfitta. I Blancos escludono il Milan in semifinale e accedono alla finale di Parigi contro lo Stade de Reims di Raymond Kopa: il Real Madrid soffre nella prima frazione di gioco, pertanto Di Stéfano fa alzare il baricentro degli spagnoli e il club vince, in rimonta per 4-3, la prima edizione della Coppa; nell'occasione l'argentino segna la rete del parziale 2-1. A fine anno nasce il Pallone d'oro: la prima edizione è vinta da Stanley Matthews davanti a Di Stéfano, secondo per una manciata di punti.

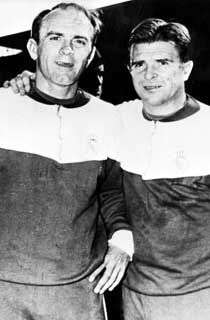
Di Stéfano (a sinistra) accanto all'amico Ferenc Puskás

Nell'estate del 1956 il Real Madrid compra Kopa dallo Stade de Reims: il francese non può essere schierato a causa del limite degli stranieri e deve aspettare la naturalizzazione spagnola di Di Stèfano, che diviene cittadino spagnolo nell'ottobre seguente. L'attacco dei Blancos è uno dei migliori della storia e vanta Di Stéfano, Rial, Francisco Gento e Kopa: il Real vince il campionato – Di Stéfano si conferma il miglior cannoniere della Liga con 31 reti – e in virtù di una clausola inserita nel regolamento del torneo dal presidente Bernabéu, che durante le prime edizioni della Coppa Campioni riveste anche il ruolo di vicepresidente della competizione, la squadra detentrice della Coppa dei Campioni ha il diritto di potersi iscrivere all'edizione successiva per difendere la vittoria anche se ha perso il campionato. Il Real partecipa alla Coppa dei Campioni 1956-1957 ed elimina Rapid Vienna, Nizza e Manchester Utd per poi battere 2-0 la Fiorentina in finale: Di Stéfano firma il vantaggio nella ripresa su calcio di rigore. Nel corso della stagione, il Real si afferma anche nell'ultima edizione della Coppa Latina, superando in finale il Benfica 1-0 con un gol decisivo di Di Stéfano: a fine anno, vince il Pallone d'oro 1957, il suo primo. Dalla ventitreesima giornata del campionato 1956-1957 il Real Madrid inizia una striscia di risultati utili consecutivi casalinghi che termina solo nel 1966, al venticinquesimo turno di Liga, dopo 121 incontri (e con Di Stéfano che ha lasciato la squadra da due anni).
Nella stagione successiva, il Real Madrid si rafforza ulteriormente con l'arrivo di José Santamaria in difesa. Di Stéfano segna 19 reti e vince la Liga da capocannoniere, ottenendo la terza Coppa Campioni consecutiva. Ai quarti di finale del torneo affronta i connazionali del Siviglia, umiliando gli avversari all'andata a Madrid con un 8-0 (realizza quattro reti); al ritorno, a Siviglia, accolto dai cori ingiuriosi dei tifosi avversari, il Real pareggia 2-2 e passa il turno. In semifinale, Di Stèfano contribuisce al successo contro il Vasas (4-2) e raggiunge la finale contro il Milan di Juan Alberto Schiaffino (sfida vinta 3-2 in rimonta). Il centravanti argentino segna una delle reti per la formazione spagnola, Gento risolve la sfida. Per la prima volta è capocannoniere della Coppa Campioni, con 10 marcature.
Nel 1958, il Real gioca in casa la finale della Coppa del Generalissimo, persa 2-0 contro l'Athletic Bilbao. Nell'estate dello stesso anno, Ferenc Puskás firma con il Real Madrid: il Real Madrid è benedetto da una delle più grandi coppie d'attacco e da una delle più grandi formazioni nella storia del calcio. Il Real finisce secondo in campionato dietro al Barça – con 23 reti è il miglior marcatore in Spagna per la quinta e ultima volta, la quarta consecutiva – e dopo aver superato i rivali cittadini dell'Atlético Madrid dopo tre partite in semifinale, il Real Madrid vince la sua quarta Coppa dei Campioni di fila superando nuovamente lo Stade Reims col punteggio di 2-0: nel corso della finale, Enrique Mateos, marcatore del vantaggio e sostituto di Puskás, che temendo ritorsioni decide di non partire per la sede della finale Stoccarda, calcia un rigore al posto di Di Stéfano e lo sbaglia. A inizio secondo tempo, Di Stéfano sigla il gol del raddoppio e sigilla il successo. A dicembre France Football lo premia con un secondo Pallone d'oro, vinto davanti al compagno di squadra Kopa (Puskás e Gento finiscono tra i primi dieci). Nella stagione 1959-1960, i madrileni acquistano il centrocampista Didi: giudicando lo stile di gioco del brasiliano troppo simile al suo, Di Stéfano chiede e ne ottiene la cessione al termine dell'annata. Nella medesima stagione, i Blancos vincono la quinta Coppa dei Campioni consecutiva: dopo aver rifilato un doppio 3-1 al Barcellona, il Real passa in svantaggio nella finale dell'Hampden Park di Glasgow di fronte a 135.000 spettatori contro l'Eintracht Francoforte. Di Stéfano e Puskás rimontano e firmano rispettivamente tre e quattro reti, in una partita ritenuta tra le migliori finali nella storia del gioco. Di Stéfano segna 8 reti nella competizione, arrivando secondo nella classifica marcatori vinta da Puskás. In campionato eguagliano il risultato dell'annata precedente, superati ancora dai catalani, mentre in Coppa del Generalissimo, dopo aver eliminato l'Athletic Bilbao con un 8-1 nella partita di ritorno, cadono 3-1 in rimonta contro l'Atlético Madrid. Con il successo ottenuto ai danni del Peñarol nell'Intercontinentale (0-0, 5-1, Di Stéfano marca un gol), il Real termina il primo ciclo di successi internazionali della sua storia.

##### Gli ultimi anni a Madrid

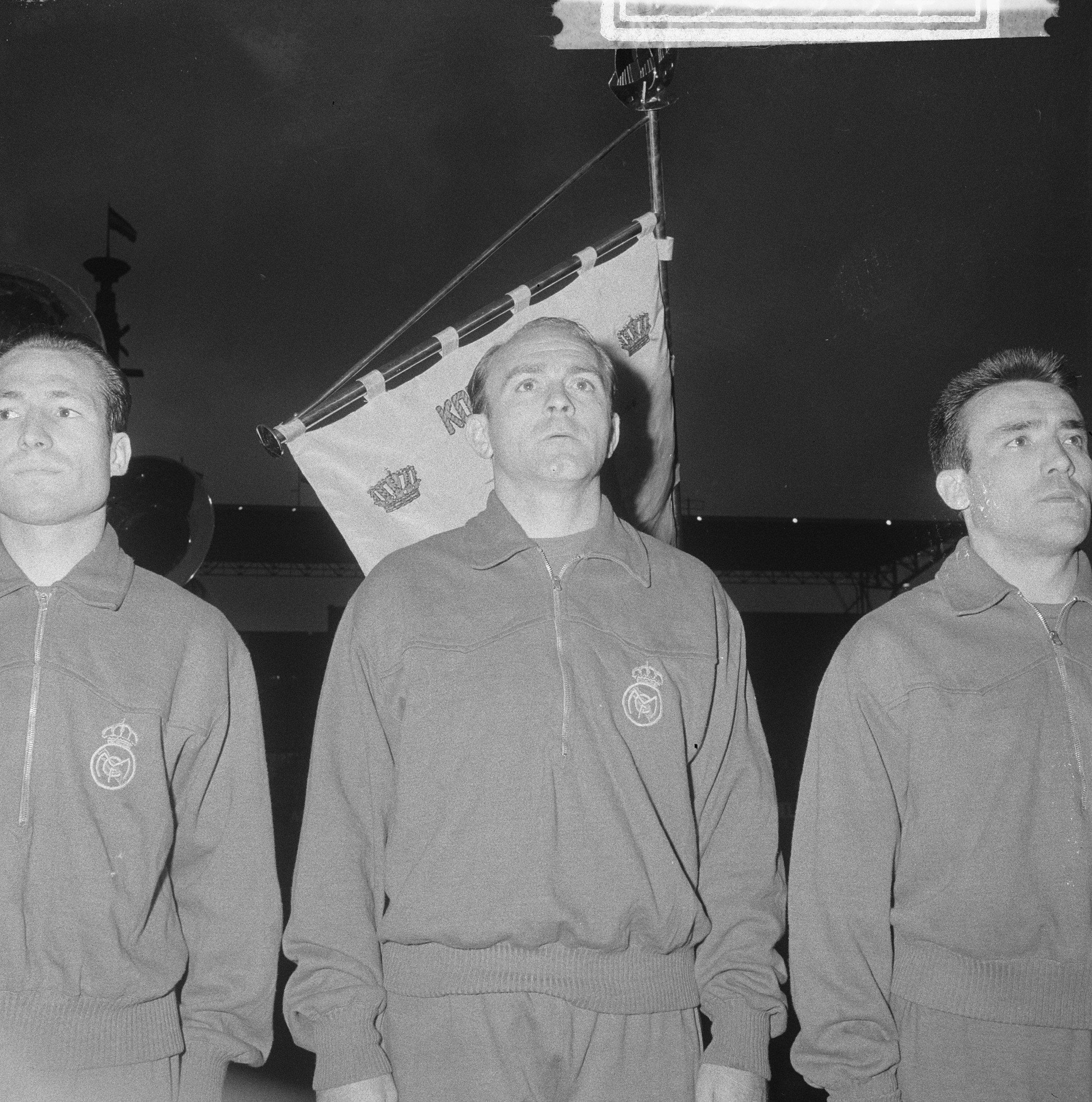
Di Stéfano schierato con i compagni di squadra del Real Madrid prima dell'inizio della finale della Coppa dei Campioni 1961-1962

L'anno seguente, il Real esce agli ottavi della Coppa dei Campioni 1960-1961, contro il Barcellona (4-3) dopo una partita di ritorno controversa. Vince con grande margine la Liga, ma perde la finale della coppa nazionale, nuovamente in rimonta con l'Atlético Madrid (3-2). Nella stagione 1961-1962 Di Stéfano ottiene per la prima volta il double nazionale, vincendo la Coppa di Spagna a distanza di quindici anni dall'ultima volta: in finale, i Blancos superano il Siviglia 2-1 con due reti di Puskás a vanificare l'iniziale vantaggio biancorosso. Di Stéfano termina al quarto e al sesto posto nelle rispettive classifiche del Pallone d'oro 1960 e 1961. In Coppa Campioni il Real raggiunge la finale del torneo per la sesta volta nella sua storia, dopo aver escluso Juventus e Standard Liegi: contro il Benfica di Eusébio, gli spagnoli passano in vantaggio due volte, conducendo alla fine del primo tempo col risultato di 3 reti a 2, tuttavia nella seconda metà di gioco i lusitani ribaltano l'incontro fissando il punteggio sul 5-3 con una doppietta di Eusébio. Il Real perde la sua prima finale di Coppa dei Campioni e per la prima volta Di Stéfano non segna in una finale (le tre marcature sono firmate da Puskás): ciononostante, è per la seconda volta in carriera, in condivisione con altri quattro giocatori, il miglior marcatore del torneo con 7 gol. Nell'autunno 1963, i Blancos escono prematuramente dalla massima competizione europea contro l'Anderlecht. La squadra vince con largo anticipo il campionato spagnolo davanti ai concittadini dell'Atlético.
La stagione 1963-1964 è l'ultima di Di Stéfano al Real Madrid. A inizio stagione, la squadra fa una tournée prestagionale in Venezuela: il 24 agosto del 1963, il fuoriclasse argentino è rapito dalle Forze Armate di Liberazione Nazionale del Venezuela nell'hotel Potomac di Caracas, ed è liberato dagli stessi tre giorni dopo, uscendone incolume. I Blancos si assicurano la quarta Liga consecutiva e raggiungono la finale di Coppa Campioni dopo aver sconfitto il Milan ai quarti (4-3): i madrileni affrontano l'Inter di Helenio Herrera. Nelle ore precedenti alla finale, Di Stéfano critica esplicitamente la tattica designata dall'allenatore del Real Miguel Muñoz, che voleva mettere una marcatura a uomo su Giacinto Facchetti. Il rapporto tra Muñoz, che ha il sostegno del presidente Bernabéu, e il giocatore argentino si lacera: uno dei due dovrà allontanarsi da Madrid. Bernabéu propone a Di Stéfano di entrare nello staff tecnico del Real Madrid, ma l'argentino declina l'offerta preferendo continuare a giocare. L'Inter vince 3-1, e per Di Stéfano è l'ultima partita: lascia il Real Madrid, che decide di non rinnovargli il contratto.

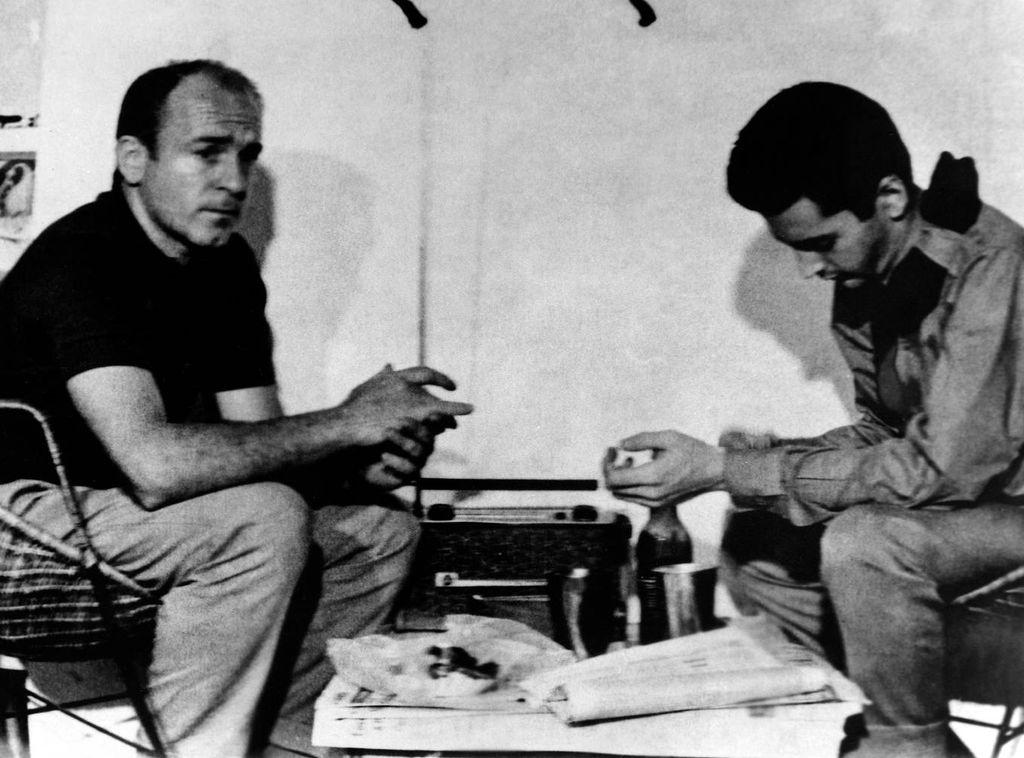
Di Stéfano (a sinistra) durante il suo breve sequestro in Venezuela nell'agosto 1963

Alfredo Di Stéfano lascia il Real Madrid dopo aver conquistato 8 campionati spagnoli, una Coppa di Spagna, 2 Coppe Latine, 5 Coppe dei Campioni consecutive (andando sempre a segno nelle finali, unico nella storia a riuscirci), una Coppa Intercontinentale, diversi titoli individuali tra cui 5 volte Pichichi, andando sempre in doppia cifra e ottenendo numerosi riconoscimenti a livello mondiale, tra cui spiccano i due Palloni d'oro, contribuendo a cambiare per sempre la nomea del Real Madrid, elevandolo a club di caratura mondiale.
Nei suoi undici anni con i Blancos, Di Stéfano realizza 418 gol in 510 partite, 308 gol in 396 partite ufficiali (49 reti in 59 di Coppa dei Campioni), divenendo il miglior marcatore di sempre nella storia della squadra, poi superato alcuni decenni dopo da Cristiano Ronaldo e Raúl.

#### Espanyol
Dopo la finale di Coppa Campioni persa nel 1964 contro l'Inter, il presidente Bernabéu offre a Di Stéfano un posto nello staff tecnico del Real Madrid invece del rinnovo del contratto da giocatore. Di Stéfano rifiuta la proposta di Bernabéu e l'estate seguente si trasferisce all'Espanyol: per ripicca Bernabéu lo espelle a vita dai Blancos.
Nel 1964 si trasferisce all'Espanyol: segna 9 gol in tutte le competizioni nella sua prima stagione, ponendo fine a una striscia di 15 stagioni consecutive in cui era andato a segno in doppia cifra (18 totali). Dopo 14 gol in 60 incontri con l'Espanyol, si ritira da giocatore a 40 anni, nel 1966. Al termine della carriera, nonostante quanto affermato in precedenza, Bernabéu decide di fargli disputare la partita d'addio al calcio contro il Celtic a Madrid nel 1967.
Considerando anche le partite non ufficiali, avrebbe segnato 893 reti in 1126 incontri, risultando al quarto posto tra i migliori marcatori di sempre dietro a Pelé, Franz Binder e Arthur Friedenreich.

#### Nazionale

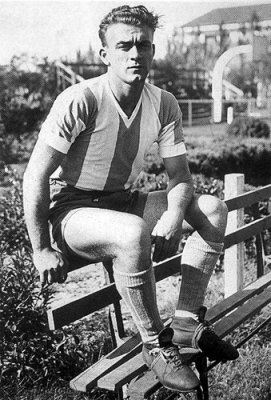
Di Stéfano con la nazionale argentina nel 1947

Di Stéfano in carriera ha giocato 6 partite con l'Argentina e 31 con la Spagna, partecipando più volte alle qualificazioni per i mondiali, ma senza riuscire mai ad arrivare alla fase finale della Coppa del Mondo.
Nel 1947, a 21 anni, esordì con la maglia dell'Albiceleste, prendendo il posto di René Pontoni e contribuendo in modo decisivo alla vittoria in Coppa America con 6 gol segnati. Nel 1950 l'Argentina si rifiutò di partecipare alla Coppa del Mondo, e Di Stéfano perse la sua prima opportunità di giocarla. Durante la sua carriera in Colombia, gioca quattro partite in una formazione nominata "Colombia XI" composta dai migliori calciatori del campionato colombiano, gli incontri non sono ufficialmente riconosciuti dalla FIFA.
Nel 1954 aveva già iniziato le pratiche per la cittadinanza spagnola ma, poiché non aveva ancora completato l'iter, la FIFA non lo autorizzò a partecipare con le Furie Rosse ai mondiali di quell'anno.

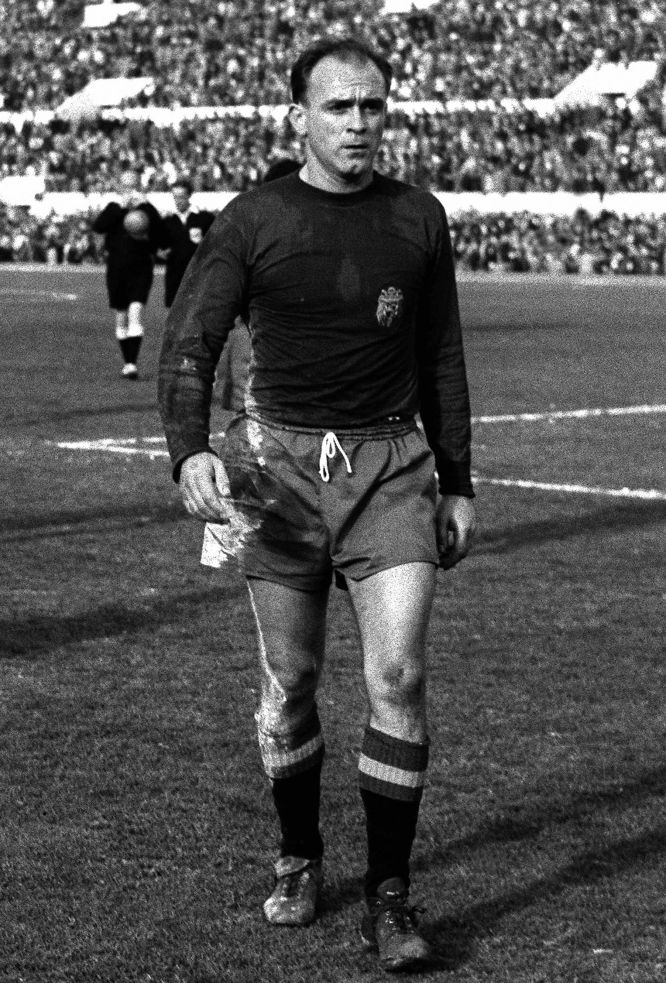
Di Stéfano con la nazionale spagnola nel 1959

Nel 1956 ottenne finalmente la naturalizzazione, esordendo il 30 gennaio 1957 contro i Paesi Bassi (vinta 5-1), ma la nazionale spagnola non superò la fase eliminatoria per accedere ai Mondiali del 1958. Con la Spagna riuscì a qualificarsi per la fase finale dei Mondiali del 1962, ma stavolta fu un infortunio muscolare a impedirgli di disputare anche una singola partita, e così diede l'addio definitivo alle nazionali, non riuscendo a partecipare a un Mondiale.

### Allenatore
Dopo il ritiro come calciatore si dedicò alla conduzione tecnica di svariate squadre dirigendo diversi club, non riuscendo a ottenere il medesimo successo conseguito da calciatore. L'Elche è la sua prima squadra da tecnico, durante la stagione 1967-1968, ciononostante a gennaio lascia la formazione all'ultimo posto in Liga per accettare l'incarico del Boca Juniors. Accolto dai media nazionalisti alla stregua di un traditore, al Boca vince il campionato Nacional 1969 davanti a River Plate e San Lorenzo perdendo un solo incontro. Nel 1970 approda al Valencia, con cui arriva in finale di Coppa di Spagna, perdendo 4-3 in rimonta contro il Barcellona e vince il campionato precedendo i catalani, Atlético e Real Madrid. Nel 1972 arriva secondo nella Liga, dietro al Real Madrid, e si ritrova nuovamente nella finale della Coppa di Spagna: perde 2-1 con l'Atlético Madrid dopo aver eliminato i Blancos in semifinale. Negli anni seguenti allena Sporting Lisbona – solo nel periodo prestagionale non riuscendo a tesserarsi per motivi burocratici – Rayo Vallecano e Castellón, tornando a Valencia: nella stagione 1979-1980 finisce sesto in campionato e, dopo aver sconfitto Barcellona (3-5) e Nantes (2-5), arriva alla finale di Coppa delle Coppe 1979-1980 contro l'Arsenal, superando gli inglesi ai rigori.

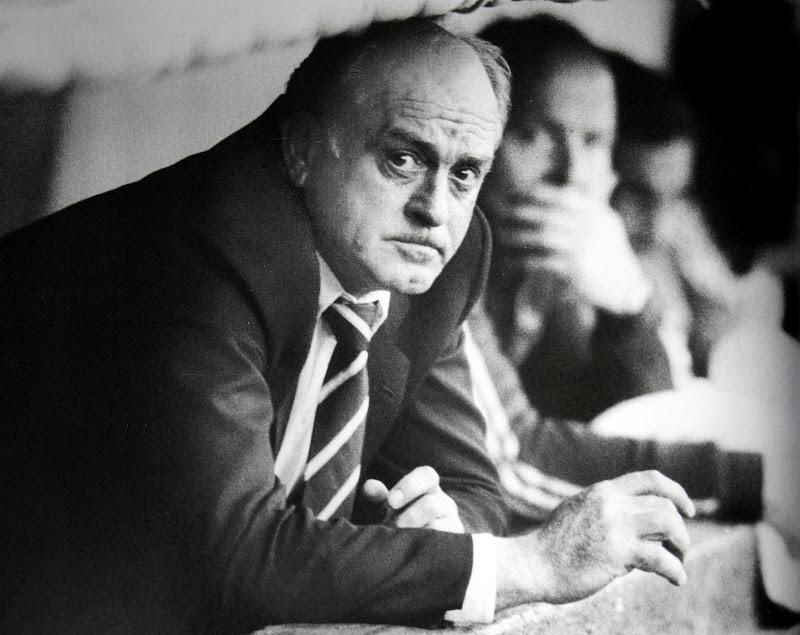
Di Stéfano in veste di tecnico del River Plate nel 1981

Nel 1981 è alla guida del River Plate: vince il campionato Nacional, per poi firmare con il Real Madrid. Subentrato a Vujadin Boškov, allena per poco meno di due anni tra il 1982 e il 1984, arrivando due volte secondo in campionato preceduto in entrambe le occasioni dall'Athletic Bilbao, che nel 1984 lo elimina dalle semifinali di Coppa del Re. Nel 1983 arriva all'ultimo atto sia nella Coppa nazionale sia nella Coppa delle Coppe UEFA, perdendo le finali per 2-1 rispettivamente contro Barça e contro l'Aberdeen di Sir Alex Ferguson. Nella Coppa UEFA 1983-1984 si fa eliminare dallo Sparta ČKD Praga e a fine stagione è licenziato. Torna al Boca Juniors (1985) e nel febbraio 1986 al Valencia, che non riesce a salvare dalla retrocessione. Ritorna nel massimo torneo spagnolo alla fine del campionato 1986-1987, terminando la carriera da tecnico nel 1991 con la vittoria in Supercoppa di Spagna contro il Barcellona sulla panchina del Real Madrid, che allena per cinque mesi tornando sotto la presidenza di Ramón Mendoza.
In ventiquattro anni da allenatore riesce a vincere 5 titoli nazionali (2 Campionati argentini, un Campionato spagnolo, una Supercoppa di Spagna e una Segunda División) e uno internazionale (la Coppa delle Coppe 1979-1980 con il Valencia). Da tecnico vince sia con il River Plate sia con il Boca Juniors, fatto raro per un allenatore. Terminata la carriera da manager, rientra nello staff tecnico del Real Madrid nel ruolo di consigliere.

## Statistiche
Tra club, nazionale argentina e nazionale spagnola, Di Stéfano ha giocato 707 incontri segnando 516 gol, alla media di 0,73 gol a partita.

### Presenze e reti nei club
| Stagione            | Squadra             | Campionato          | Campionato | Campionato | Coppe nazionali | Coppe nazionali | Coppe nazionali | Coppe continentali | Coppe continentali | Coppe continentali | Totale | Totale |
| Stagione            | Squadra             | Comp                | Pres       | Reti       | Comp            | Pres            | Reti            | Comp               | Pres               | Reti               | Pres   | Reti   |
| ------------------- | ------------------- | ------------------- | ---------- | ---------- | --------------- | --------------- | --------------- | ------------------ | ------------------ | ------------------ | ------ | ------ |
| 1945                | River Plate         | PD                  | 1          | 0          | -               | -               | -               | -                  | -                  | -                  | 1      | 0      |
| 1946                | Huracán             | PD                  | 25         | 10         | CCB             | 2               | 0               | -                  | -                  | -                  | 27     | 10     |
| 1947                | River Plate         | PD                  | 30         | 27         | -               | -               | -               | CA                 | 2                  | 1                  | 32     | 28     |
| 1948                | River Plate         | PD                  | 23         | 13         | CCB             | 1               | 1               | SA                 | 6                  | 4                  | 30     | 18     |
| 1949                | River Plate         | PD                  | 12         | 9          | -               | -               | -               | -                  | -                  | -                  | 12     | 9      |
| Totale River Plate  | Totale River Plate  | Totale River Plate  | 66         | 49         |                 | 1               | 1               |                    | 8                  | 5                  | 75     | 55     |
| 1949                | Millonarios         | CP                  | 14         | 16         | -               | -               | -               |                    | -                  | -                  | 14     | 16     |
| 1950                | Millonarios         | CP                  | 29         | 23         | CC              | 2               | 1               | -                  | -                  | -                  | 31     | 24     |
| 1951                | Millonarios         | CP                  | 34         | 32         | CC              | 4               | 4               | -                  | -                  | -                  | 38     | 36     |
| 1952                | Millonarios         | CP                  | 24         | 19         | CC              | 5               | 5               | -                  | -                  | -                  | 29     | 24     |
| Totale Millionarios | Totale Millionarios | Totale Millionarios | 101        | 90         |                 | 11              | 10              |                    | -                  | -                  | 112    | 100    |
| 1953-1954           | Real Madrid         | PD                  | 28         | 27         | CG              | 0               | 0               | -                  | -                  | -                  | 28     | 27     |
| 1954-1955           | Real Madrid         | PD                  | 30         | 25         | CG              | 0               | 0               | CL                 | 2                  | 0                  | 32     | 25     |
| 1955-1956           | Real Madrid         | PD                  | 30         | 24         | CG              | 0               | 0               | CC                 | 7                  | 5                  | 37     | 29     |
| 1956-1957           | Real Madrid         | PD                  | 30         | 31         | CG              | 3               | 3               | CC+CL              | 8+2                | 7+2                | 43     | 43     |
| 1957-1958           | Real Madrid         | PD                  | 30         | 19         | CG              | 7               | 7               | CC                 | 7                  | 10                 | 44     | 36     |
| 1958-1959           | Real Madrid         | PD                  | 28         | 23         | CG              | 8               | 5               | CC                 | 7                  | 6                  | 43     | 34     |
| 1959-1960           | Real Madrid         | PD                  | 23         | 12         | CG              | 5               | 3               | CC                 | 6                  | 8                  | 34     | 23     |
| 1960-1961           | Real Madrid         | PD                  | 23         | 21         | CG              | 9               | 8               | CC+CInt            | 2+2                | 0+1                | 36     | 30     |
| 1961-1962           | Real Madrid         | PD                  | 23         | 11         | CG              | 8               | 4               | CC                 | 10                 | 7                  | 41     | 22     |
| 1962-1963           | Real Madrid         | PD                  | 13         | 12         | CG              | 9               | 9               | CC                 | 2                  | 1                  | 24     | 22     |
| 1963-1964           | Real Madrid         | PD                  | 24         | 11         | CG              | 1               | 1               | CC                 | 9                  | 5                  | 34     | 17     |
| Totale Real Madrid  | Totale Real Madrid  | Totale Real Madrid  | 282        | 216        |                 | 50              | 40              |                    | 64                 | 52                 | 396    | 308    |
| 1964-1965           | Espanyol            | PD                  | 24         | 7          | CG              | 3               | 2               | -                  | -                  | -                  | 27     | 9      |
| 1965-1966           | Espanyol            | PD                  | 23         | 4          | CG              | 4               | 1               | CF                 | 6                  | 0                  | 33     | 5      |
| Totale Espanyol     | Totale Espanyol     | Totale Espanyol     | 47         | 11         |                 | 7               | 3               |                    | 6                  | 0                  | 60     | 14     |
| Totale carriera     | Totale carriera     | Totale carriera     | 521        | 376        |                 | 71              | 54              |                    | 78                 | 57                 | 670    | 487    |

### Cronologia presenze e reti in nazionale
Fonte:

| Cronologia completa delle presenze e delle reti in nazionale ― Argentina | Cronologia completa delle presenze e delle reti in nazionale ― Argentina | Cronologia completa delle presenze e delle reti in nazionale ― Argentina | Cronologia completa delle presenze e delle reti in nazionale ― Argentina | Cronologia completa delle presenze e delle reti in nazionale ― Argentina | Cronologia completa delle presenze e delle reti in nazionale ― Argentina | Cronologia completa delle presenze e delle reti in nazionale ― Argentina | Cronologia completa delle presenze e delle reti in nazionale ― Argentina |
| Data                                                                     | Città                                                                    | In casa                                                                  | Risultato                                                                | Ospiti                                                                   | Competizione                                                             | Reti                                                                     | Note                                                                     |
| ------------------------------------------------------------------------ | ------------------------------------------------------------------------ | ------------------------------------------------------------------------ | ------------------------------------------------------------------------ | ------------------------------------------------------------------------ | ------------------------------------------------------------------------ | ------------------------------------------------------------------------ | ------------------------------------------------------------------------ |
| 4-12-1947                                                                | Guayaquil                                                                | Argentina                                                                | 7 – 0                                                                    | Bolivia                                                                  | Coppa America 1947                                                       | 1                                                                        | 30’                                                                      |
| 11-12-1947                                                               | Guayaquil                                                                | Argentina                                                                | 3 – 2                                                                    | Perù                                                                     | Coppa America 1947                                                       | 1                                                                        |                                                                          |
| 16-12-1947                                                               | Guayaquil                                                                | Argentina                                                                | 1 – 1                                                                    | Cile                                                                     | Coppa America 1947                                                       | 1                                                                        |                                                                          |
| 18-12-1947                                                               | Guayaquil                                                                | Argentina                                                                | 6 – 0                                                                    | Colombia                                                                 | Coppa America 1947                                                       | 3                                                                        |                                                                          |
| 25-12-1947                                                               | Guayaquil                                                                | Ecuador                                                                  | 0 – 2                                                                    | Argentina                                                                | Coppa America 1947                                                       | -                                                                        | 65’                                                                      |
| 28-12-1947                                                               | Guayaquil                                                                | Argentina                                                                | 3 – 1                                                                    | Uruguay                                                                  | Coppa America 1947                                                       | -                                                                        | 69’                                                                      |
| Totale                                                                   |                                                                          | Presenze                                                                 | 6                                                                        |                                                                          | Reti                                                                     | 6                                                                        |                                                                          |

| Cronologia completa delle presenze e delle reti in nazionale ― Spagna | Cronologia completa delle presenze e delle reti in nazionale ― Spagna | Cronologia completa delle presenze e delle reti in nazionale ― Spagna | Cronologia completa delle presenze e delle reti in nazionale ― Spagna | Cronologia completa delle presenze e delle reti in nazionale ― Spagna | Cronologia completa delle presenze e delle reti in nazionale ― Spagna | Cronologia completa delle presenze e delle reti in nazionale ― Spagna | Cronologia completa delle presenze e delle reti in nazionale ― Spagna |
| Data                                                                  | Città                                                                 | In casa                                                               | Risultato                                                             | Ospiti                                                                | Competizione                                                          | Reti                                                                  | Note                                                                  |
| --------------------------------------------------------------------- | --------------------------------------------------------------------- | --------------------------------------------------------------------- | --------------------------------------------------------------------- | --------------------------------------------------------------------- | --------------------------------------------------------------------- | --------------------------------------------------------------------- | --------------------------------------------------------------------- |
| 30-1-1957                                                             | Madrid                                                                | Spagna                                                                | 5 – 1                                                                 | Paesi Bassi                                                           | Amichevole                                                            | 3                                                                     |                                                                       |
| 10-3-1957                                                             | Madrid                                                                | Spagna                                                                | 2 – 2                                                                 | Svizzera                                                              | Qual. Mondiali 1958                                                   | -                                                                     |                                                                       |
| 31-3-1957                                                             | Bruxelles                                                             | Belgio                                                                | 0 – 5                                                                 | Spagna                                                                | Amichevole                                                            | 2                                                                     |                                                                       |
| 8-5-1957                                                              | Glasgow                                                               | Scozia                                                                | 4 – 2                                                                 | Spagna                                                                | Qual. Mondiali 1958                                                   | -                                                                     |                                                                       |
| 26-5-1957                                                             | Madrid                                                                | Spagna                                                                | 4 – 1                                                                 | Scozia                                                                | Qual. Mondiali 1958                                                   | -                                                                     |                                                                       |
| 6-11-1957                                                             | Madrid                                                                | Spagna                                                                | 3 – 0                                                                 | Turchia                                                               | Amichevole                                                            | -                                                                     |                                                                       |
| 24-11-1957                                                            | Losanna                                                               | Svizzera                                                              | 1 – 4                                                                 | Spagna                                                                | Qual. Mondiali 1958                                                   | 2                                                                     |                                                                       |
| 13-3-1958                                                             | Parigi                                                                | Francia                                                               | 2 – 2                                                                 | Spagna                                                                | Amichevole                                                            | -                                                                     |                                                                       |
| 19-3-1958                                                             | Francoforte sul Meno                                                  | Germania Ovest                                                        | 2 – 0                                                                 | Spagna                                                                | Amichevole                                                            | -                                                                     |                                                                       |
| 13-4-1958                                                             | Madrid                                                                | Spagna                                                                | 1 – 0                                                                 | Portogallo                                                            | Amichevole                                                            | 1                                                                     |                                                                       |
| 15-10-1958                                                            | Madrid                                                                | Spagna                                                                | 6 – 2                                                                 | Irlanda del Nord                                                      | Amichevole                                                            | -                                                                     |                                                                       |
| 28-2-1959                                                             | Roma                                                                  | Italia                                                                | 1 – 1                                                                 | Spagna                                                                | Amichevole                                                            | 1                                                                     |                                                                       |
| 28-6-1959                                                             | Chorzów                                                               | Polonia                                                               | 2 – 4                                                                 | Spagna                                                                | Qual. Euro 1960                                                       | 2                                                                     |                                                                       |
| 14-10-1959                                                            | Madrid                                                                | Spagna                                                                | 3 – 0                                                                 | Polonia                                                               | Qual. Euro 1960                                                       | 1                                                                     |                                                                       |
| 22-11-1959                                                            | Valencia                                                              | Spagna                                                                | 6 – 3                                                                 | Austria                                                               | Amichevole                                                            | 2                                                                     |                                                                       |
| 17-12-1959                                                            | Parigi                                                                | Francia                                                               | 4 – 3                                                                 | Spagna                                                                | Amichevole                                                            | -                                                                     |                                                                       |
| 13-3-1960                                                             | Barcellona                                                            | Spagna                                                                | 3 – 1                                                                 | Italia                                                                | Amichevole                                                            | 1                                                                     |                                                                       |
| 15-5-1960                                                             | Madrid                                                                | Spagna                                                                | 3 – 0                                                                 | Inghilterra                                                           | Amichevole                                                            | -                                                                     |                                                                       |
| 10-7-1960                                                             | Lima                                                                  | Perù                                                                  | 1 – 3                                                                 | Spagna                                                                | Amichevole                                                            | 1                                                                     |                                                                       |
| 14-7-1960                                                             | Santiago del Cile                                                     | Cile                                                                  | 0 – 4                                                                 | Spagna                                                                | Amichevole                                                            | 2                                                                     | 75’                                                                   |
| 17-7-1960                                                             | Santiago del Cile                                                     | Cile                                                                  | 1 – 4                                                                 | Spagna                                                                | Amichevole                                                            | 2                                                                     |                                                                       |
| 24-7-1960                                                             | Buenos Aires                                                          | Argentina                                                             | 2 – 0                                                                 | Spagna                                                                | Amichevole                                                            | -                                                                     |                                                                       |
| 26-10-1960                                                            | Londra                                                                | Inghilterra                                                           | 4 – 2                                                                 | Spagna                                                                | Amichevole                                                            | -                                                                     |                                                                       |
| 30-10-1960                                                            | Vienna                                                                | Austria                                                               | 3 – 0                                                                 | Spagna                                                                | Amichevole                                                            | -                                                                     |                                                                       |
| 2-4-1961                                                              | Madrid                                                                | Spagna                                                                | 2 – 0                                                                 | Francia                                                               | Amichevole                                                            | -                                                                     |                                                                       |
| 19-4-1961                                                             | Cardiff                                                               | Galles                                                                | 1 – 2                                                                 | Spagna                                                                | Qual. Mondiali 1962                                                   | 1                                                                     |                                                                       |
| 18-5-1961                                                             | Madrid                                                                | Spagna                                                                | 1 – 1                                                                 | Galles                                                                | Qual. Mondiali 1962                                                   | -                                                                     |                                                                       |
| 11-6-1961                                                             | Siviglia                                                              | Spagna                                                                | 2 – 0                                                                 | Argentina                                                             | Amichevole                                                            | 1                                                                     |                                                                       |
| 12-11-1961                                                            | Casablanca                                                            | Marocco                                                               | 0 – 1                                                                 | Spagna                                                                | Qual. Mondiali 1962                                                   | -                                                                     |                                                                       |
| 23-11-1961                                                            | Madrid                                                                | Spagna                                                                | 3 – 2                                                                 | Marocco                                                               | Qual. Mondiali 1962                                                   | 1                                                                     |                                                                       |
| 10-12-1961                                                            | Colombes                                                              | Francia                                                               | 1 – 1                                                                 | Spagna                                                                | Amichevole                                                            | -                                                                     |                                                                       |
| Totale                                                                |                                                                       | Presenze                                                              | 31                                                                    |                                                                       | Reti                                                                  | 23                                                                    |                                                                       |

### Statistiche da allenatore
In grassetto le competizioni vinte.
| Stagione            | Squadra             | Campionato          | Campionato | Campionato | Campionato | Campionato | Coppe nazionali | Coppe nazionali | Coppe nazionali | Coppe nazionali | Coppe nazionali | Coppe continentali | Coppe continentali | Coppe continentali | Coppe continentali | Coppe continentali | Altre coppe | Altre coppe | Altre coppe | Altre coppe | Altre coppe | Totale | Totale | Totale | Totale | % Vittorie | Piazzamento      |
| Stagione            | Squadra             | Comp                | G          | V          | N          | P          | Comp            | G               | V               | N               | P               | Comp               | G                  | V                  | N                  | P                  | Comp        | G           | V           | N           | P           | G      | V      | N      | P      | %          | Piazzamento      |
| ------------------- | ------------------- | ------------------- | ---------- | ---------- | ---------- | ---------- | --------------- | --------------- | --------------- | --------------- | --------------- | ------------------ | ------------------ | ------------------ | ------------------ | ------------------ | ----------- | ----------- | ----------- | ----------- | ----------- | ------ | ------ | ------ | ------ | ---------- | ---------------- |
| 1967-gen. 1968      | Elche               | PD                  | 15         | 3          | 3          | 9          | -               | -               | -               | -               | -               | -                  | -                  | -                  | -                  | -                  | -           | -           | -           | -           | -           | 15     | 3      | 3      | 9      | 20,00      | Dimis.           |
| 1969                | Boca Juniors        | M+N                 | 23+17      | 12+13      | 7+3        | 5+1        | -               | -               | -               | -               | -               | -                  | -                  | -                  | -                  | -                  | -           | -           | -           | -           | -           | 40     | 25     | 10     | 6      | 62,50      | 1º+1º            |
| gen.-giu. 1970      | Boca Juniors        | M                   | 16         | 7          | 5          | 4          | -               | -               | -               | -               | -               | CL                 | 10                 | 7                  | 2                  | 1                  | -           | -           | -           | -           | -           | 26     | 14     | 7      | 5      | 53,85      | Dimis.           |
| 1970-1971           | Valencia            | PD                  | 30         | 18         | 7          | 5          | CG              | 9               | 6               | 2               | 1               | CdF                | 4                  | 2                  | 1                  | 1                  | -           | -           | -           | -           | -           | 43     | 26     | 10     | 7      | 60,47      | 1º               |
| 1971-1972           | Valencia            | PD                  | 34         | 19         | 7          | 8          | CG              | 7               | 4               | 2               | 1               | CC                 | 6                  | 2                  | 2                  | 2                  | -           | -           | -           | -           | -           | 47     | 25     | 11     | 11     | 53,19      | 2º               |
| 1972-1973           | Valencia            | PD                  | 34         | 12         | 10         | 12         | CG              | 4               | 2               | 1               | 1               | CU                 | 4                  | 1                  | 1                  | 2                  | -           | -           | -           | -           | -           | 42     | 15     | 12     | 15     | 35,71      | 7º               |
| 1973-1974           | Valencia            | PD                  | 34         | 13         | 7          | 14         | CG              | 4               | 2               | 1               | 1               | -                  | -                  | -                  | -                  | -                  | -           | -           | -           | -           | -           | 38     | 15     | 8      | 15     | 39,47      | 10º              |
| 1975-1976           | Rayo Vallecano      | SD                  | 38         | 16         | 4          | 18         | CG              | 4               | 2               | 0               | 2               | -                  | -                  | -                  | -                  | -                  | -           | -           | -           | -           | -           | 42     | 18     | 4      | 20     | 42,86      | 9º               |
| 1976-1977           | Castellón           | PD                  | 38         | 14         | 7          | 17         | CR              | 4               | 1               | 2               | 1               | -                  | -                  | -                  | -                  | -                  | -           | -           | -           | -           | -           | 42     | 15     | 9      | 18     | 35,71      | 14º              |
| 1979-1980           | Valencia            | PD                  | 34         | 12         | 12         | 10         | CR              | 2               | 1               | 0               | 1               | CdC                | 9                  | 5                  | 3                  | 1                  | -           | -           | -           | -           | -           | 45     | 18     | 15     | 12     | 40,00      | 6º               |
| 1981                | River Plate         | M+N                 | 34+20      | 14+10      | 11+8       | 9+2        | -               | -               | -               | -               | -               | CL                 | 6                  | 3                  | 1                  | 2                  | -           | -           | -           | -           | -           | 60     | 27     | 20     | 13     | 45,00      | 4º+1º            |
| gen.-giu. 1982      | River Plate         | N                   | 16         | 4          | 6          | 6          | -               | -               | -               | -               | -               | -                  | -                  | -                  | -                  | -                  | -           | -           | -           | -           | -           | 16     | 4      | 6      | 6      | 25,00      | 6º               |
| Totale River Plate  | Totale River Plate  | Totale River Plate  | 70         | 28         | 25         | 17         |                 | -               | -               | -               | -               |                    | 6                  | 3                  | 1                  | 2                  |             | -           | -           | -           | -           | 76     | 31     | 26     | 19     | 40,79      |                  |
| 1982-1983           | Real Madrid         | PD                  | 34         | 20         | 9          | 5          | CR              | 7               | 4               | 1               | 2               | CdC                | 9                  | 5                  | 4                  | 0                  | SS          | 2           | 1           | 0           | 1           | 52     | 30     | 14     | 8      | 57,69      | 2º               |
| 1983-1984           | Real Madrid         | PD                  | 34         | 22         | 5          | 7          | CR              | 12              | 9               | 1               | 2               | CC                 | 2                  | 0                  | 1                  | 1                  | -           | -           | -           | -           | -           | 48     | 31     | 7      | 10     | 64,58      | 2º               |
| 1985                | Boca Juniors        | PD                  | 10         | 5          | 2          | 3          | -               | -               | -               | -               | -               | -                  | -                  | -                  | -                  | -                  | -           | -           | -           | -           | -           | 15     | 3      | 3      | 9      | 20,00      | Quarta fase      |
| lug.-dic. 1985      | Boca Juniors        | PD                  | 23         | 7          | 9          | 7          | -               | -               | -               | -               | -               | -                  | -                  | -                  | -                  | -                  | -           | -           | -           | -           | -           | 23     | 7      | 9      | 7      | 30,43      | Dimis.           |
| Totale Boca Juniors | Totale Boca Juniors | Totale Boca Juniors | 89         | 44         | 26         | 19         |                 | -               | -               | -               | -               |                    | 10                 | 7                  | 2                  | 1                  |             | -           | -           | -           | -           | 99     | 51     | 28     | 20     | 51,52      |                  |
| gen.-giu. 1986      | Valencia            | PD                  | 11         | 3          | 2          | 6          | -               | -               | -               | -               | -               | -                  | -                  | -                  | -                  | -                  | -           | -           | -           | -           | -           | 11     | 3      | 2      | 6      | 27,27      | Sub. 16º (retr.) |
| 1986-1987           | Valencia            | SD                  | 44         | 24         | 9          | 11         | CR              | 1               | 0               | 1               | 0               | -                  | -                  | -                  | -                  | -                  | -           | -           | -           | -           | -           | 45     | 24     | 10     | 11     | 53,33      | 1º (prom.)       |
| 1987-mar. 1988      | Valencia            | PD                  | 29         | 8          | 8          | 13         | CR              | 6               | 3               | 2               | 1               | -                  | -                  | -                  | -                  | -                  | -           | -           | -           | -           | -           | 35     | 11     | 10     | 14     | 31,43      | Eson.            |
| Totale Valencia     | Totale Valencia     | Totale Valencia     | 250        | 109        | 62         | 79         |                 | 33              | 18              | 9               | 6               |                    | 23                 | 10                 | 7                  | 6                  |             | -           | -           | -           | -           | 306    | 137    | 78     | 91     | 44,77      |                  |
| nov. 1990-mar. 1991 | Real Madrid         | PD                  | 15         | 7          | 1          | 7          | CR              | 2               | 0               | 1               | 1               | CC                 | 2                  | 0                  | 1                  | 1                  | SS          | 2           | 2           | 0           | 0           | 21     | 9      | 3      | 9      | 42,86      | Sub., Eson.      |
| Totale Real Madrid  | Totale Real Madrid  | Totale Real Madrid  | 83         | 49         | 15         | 19         |                 | 21              | 13              | 3               | 5               |                    | 13                 | 5                  | 6                  | 2                  |             | 4           | 3           | 0           | 1           | 121    | 70     | 24     | 27     | 57,85      |                  |
| Totale carriera     | Totale carriera     | Totale carriera     | 583        | 263        | 142        | 178        |                 | 62              | 34              | 14              | 14              |                    | 52                 | 25                 | 16                 | 11                 |             | 4           | 3           | 0           | 1           | 701    | 325    | 172    | 204    | 46,36      |                  |

## Palmarès

### Giocatore

#### Club

##### Competizioni nazionali
- Campionato argentino: 2

River Plate: 1945, 1947
- Campionato colombiano: 3

Deportivo Los Millonarios: 1949, 1951, 1952
- Coppa di Colombia: 1

Deportivo Los Millonarios: 1953
- Campionato spagnolo: 8

Real Madrid: 1953-1954, 1954-1955, 1956-1957, 1957-1958, 1960-1961, 1961-1962, 1962-1963, 1963-1964
- Coppa di Spagna: 1

Real Madrid: 1961-1962

##### Competizioni internazionali
- Coppa Latina: 2

Real Madrid: 1955, 1957
- Coppa dei Campioni: 5

Real Madrid: 1955-1956, 1956-1957, 1957-1958, 1958-1959, 1959-1960
- Coppa Intercontinentale: 1

Real Madrid: 1960

#### Nazionale
- Campeonato Sudamericano de Football: 1

Argentina: 1947

#### Individuale
- Capocannoniere del campionato argentino: 1

1947 (27 gol)
- Capocannoniere del campionato colombiano: 2

1951 (31 gol), 1952 (20 gol)
- Pichichi della Liga: 5

1953-1954 (27 gol), 1955-1956 (24 gol), 1956-1957 (31 gol), 1957-1958 (19 gol), 1958-1959 (23 gol)
- Capocannoniere della Coppa di Spagna: 2

1958 (7 gol ex aequo con Eneko Arieta), 1962-1963 (9 gol)
- Capocannoniere della Coppa dei Campioni: 2

1957-1958 (10 gol), 1961-1962 (7 gol ex aequo con Bent Løfqvist, Ferenc Puskás, Heinz Strehl, Justo Tejada)
- Pallone d'oro: 2

1957, 1959
- Vincitore del Super Pallone d’oro (1989)

### Allenatore

#### Club

##### Competizioni nazionali
- Campionato argentino: 2

Boca Juniors: 1969 (Nacional)
River Plate: 1981 (Metropolitano)
- Campionato spagnolo: 1

Valencia: 1970-1971
- Segunda División: 1

Valencia: 1986-1987
- Supercoppa di Spagna: 1

Real Madrid: 1990

##### Competizioni internazionali
- Coppa delle Coppe: 1

Valencia: 1979-1980

#### Individuale
- Inserito tra le "Leggende del calcio" del Golden Foot

2004
- UEFA President's Award (2007)

## Riconoscimenti e incarichi
- Nel 1989 France Football gli assegna il Super Pallone d'oro.[25][33]
- Con l'arrivo di Florentino Pérez alla presidenza del Real Madrid,[7] dal 5 novembre 2000 sino alla scomparsa fu presidente onorario del Real Madrid.[7][25][29][94]
- Nel 2003 in occasione del Golden Player, la Spagna l'ha nominato miglior calciatore degli ultimi 50 anni.[95]
- Nel 2004 Pelé lo ha inserito nella lista dei FIFA 100, lista di 125 professionisti considerati i migliori giocatori di calcio viventi fino a quel momento.[96]
- Nel 2004 l'IFFHS lo inserisce al quarto posto tra i migliori calciatori del XX secolo.[97]
- Nel 2004 è inserito nelle "Leggende del calcio" del Golden Foot.
- Nel 2007 riceve il UEFA President's Award.[98]
- Dal 2008 il quotidiano spagnolo Marca assegna il Trofeo Alfredo Di Stéfano al miglior calciatore della massima divisione spagnola.[29]
- L'AFS (Association of Football Statisticians), classificando i "100 più grandi calciatori di sempre", lo ha incluso al 22º posto.[99]
- La rivista World Soccer lo ha inserito al sesto posto tra i calciatori più forti del XX secolo.[100]
- A Di Stéfano è intitolato anche lo stadio del Real Madrid Castilla, la squadra riserve delle Merengues.[25][33]

## Opere
- (ES) Gracias, vieja: las memorias del mayor mito del fútbol, con Enrique Ortego e Alfredo Relaño, Madrid, Aguilar, 2000, ISBN 84-03-09200-8.